# معركة الخازر
معركة الخازر هي معركة حدثت عام 67هـ وقعت بين جيش المختار بن أبي عبيد الثقفي والي الكوفة وبين جيش الأمويين بقيادة عبيد الله بن زياد، وانتهت بهزيمة ومقتل عبيد الله وقادة جيشه.

## اسباب المعركة
بعد انتصار جيش الأمويين في معركة عين الوردة على جيش التوابين وقتل قائدهم سليمان بن صرد أراد عبد الملك بن مروان انتزاع العراق من المختار الثقفي قبل أن يسيطر عليه عبد الله بن الزبير الذي أرسل أخاه مصعب بن الزبير للبصرة والتوجه للكوفة وانتزاعها من المختار. وكان العراق ساحة حرب ونزاع بين الأمويين والزبيريين، مما جعل الأمويين يرسلون جيشاً بقيادة عبيد الله بن زياد والي العراق السابق.

## المعركة
خرج إبراهيم بن الأشتر لقتال عبيد الله بن زياد ومن معه من أهل الشام، فسار مسرعا يريد لقاءه قبل أن يدخل أرض العراق، فسبقوه إلى تخوم أرض العراق وأوغلوا في أرض الموصل، فتلقاه ابن الأشتر في خازر إلى جنب قرية يقال لها باربيثا، بينها وبين مدينة الموصل خمسة فراسخ، وقد كان ابن الأشتر جعل على مقدمته الطفيل بن لقيط؛ من وهبيل من النخع - رجلًا من قومه - وكان شجاعًا بئيسًا، فلما أن دنا من ابن زياد ضم حميد بن حريث إليه، وأخذ ابن الأشتر لايسير إلا على تعبية، وضم أصحابه كلهم إليه بخيله ورجاله، فأخذ يسير بهم جميعًا لايفرقهم، إلا يبعث الطفيل بن لقيط في الطلائع حتى نزل تلك القرية. فجاء عبيد الله بن زياد حتى نزل قريبا منهم على شاطئ خازر. وأرسل عمير بن الحباب السلمى إلى ابن الأشتر: إني معك، وأنا أريد الليلة لقاءك، فأرسل إليه ابن الأشتر: أن القنى إذا شئت؛ وكانت قبائل قيس عيلان كلها بالجزيرة، فهم أهل خلاف لمروان بن الحكم وآل مروان، وجند مروان يومئذ اغلبه من بنو كلب وصاحبهم حسان بن مالك الكلبي وكان عمير بن الحباب يبغض كلب واليمانية لثارات بينهم. فأتاه عمير ليلًا فبايعه، وأخبره أنه على ميسرة عبيد الله بن زياد، وواعده أن ينهزم بالناس، وقال ابن الأشتر: ما رأيك؟ أخندق على وأتلوم يومين أو ثلاثة؟ قال عمير بن الحباب: لا تفعل، إنا لله! هل يريد القوم إلا هذه! إن طاولوك وما طالوك فهو خير لهم، هم كثير أضعافكم. وليس يطيق القليل الكثير في المطاولة، ولكن ناجز القوم فإنهم قد ملئوا منكم رعبًا، فأتهم فإنهم إن شاموا أصحابك وقاتلوهم يومًا بعد يوم، ومرة بعد مرة أنسوا بهم، واجترءوا عليهم؛ قال إبراهيم: الآن علمت أنك لي مناصح، صدقت، الرأي ما رأيت، أما إن صاحبي بهذا أوصاني، وبهذا الرأي أمرني. قال عمير: فلا تعدون رأيه، فإن الشيخ قد ضرسته الحروب، وقاسى منها ما لم نقاس، أصبح فناهض الرجل. ثم إن عميرًا انصرف، وأذكى ابن الأشتر حرسه تلك الليلة الليل كله، ولم يدخل عينه غمض، حتى إذا كان في السحر الأول عبى أصحابه، وكتب كتائبه، وأمر أمراءه. فبعث سفيان بن يزيد بن المغفل الأزدي على ميمنته، وعلي بن مالك الجشمي على ميسرته، وهو أخو أبي الأخوص. وبعث عبد الرحمن بن عبد الله - وهو أخو إبراهيم الأشتر لأمه - على الخيل، وكانت خيله قليلة فضمها إليه، وكانت في الميمنة والقلب، وجعل على رجالته الطفيل بن لقيط، وكانت رايته مع مزاحم بن مالك. قال: فلما انفجر الفجر صلى بهم الغداة بغلس، ثم خرج بهم فصفهم، ووضع أمراء الأرباع في مواضعهم، وألحق أمير الميمنة بالميمنة، وأمير الميسرة بالميسرة، وأمير الرجالة بالرجالة. وضم الخيل إليه، وعليها أخوه لأمه عبد الرحمن بن عبد الله، فكانت وسطًا من الناس، ونزل إبراهيم يمشي، وقال للناس: ازحفوا، فزحف الناس معه على رسلهم رويدًا رويدًا حتى أشرف على تل عظيم مشرف على القوم، فجلس عليه، وإذا أولئك لم يتحرك منهم أحد بعد - فسرح عبد الله بن زهير السلولي وهو على فرس له يتأكل تأكلًا، فقال: قرب على فرسك حتى تأتيني بخبر هوْلاء، فانطلق، فلم يلبث إلا يسيرًا حتى جاء، فقال: قد خرج القوم على دهش وفشل، لقيني رجل منهم فما كان له هجيري إلا يا شيعة أبي تراب، يا شيعة المختار الكذاب! فقلت: ما بيننا وبينكم أجل من الشتم، فقال لي: يا عدو الله، إلام تدعوننا! أنتم تقاتلون مع غير إمام، فقلت له: بل يالثارات الحسين، ابن رسول الله! ادفعوا إلينا عبيد الله بن زياد، فإنه قتل ابن رسول الله وسيد شباب أهل الجنه حتى نقتله ببعض موالينا الذين قتلهم مع الحسين، فإنا لانراه لحسين ندًا فنرضى أن يكون منه قودًا، وإذا دفعتموه إلينا فقتلناه ببعض موالينا الذين قتلهم جعلنا بيننا وبينكم كتاب الله، أو أي صالح من المسلمين شتم حكمًا، فقال لي: قد جربناكم مرة أخرى في مثل هذا - يعني الحكمين - فغدرتم. فقلت له: وما هو؟ فقال: قد جعلنا بيننا وبينكم حكمين فلم ترضوا بحكمهما؛ فقلت له: ما جئت بحجة، ئغنما كان صلحنا على أنهما إذا اجتمعنا على رجل تبعنا حكمهما. ورضينا به وبايعناه. فلم يجتمعا على واحد، وتفرقا، فكلاهما لم يوفقه الله لخير ولم يسدده. فقال: من أنت؟ فأخبرته، فقلت له: من أنت؟ فقال: عدس - لبغلته يزجرها - فقلت له: ما أنصفتني، هذا أول غدرك! قال: ودعا ابن الأشتر بفرس له فركبه، ثم أمر بِأصحاب الرايات كلها، فكلما مر على راية وقف عليها، ثم قال: يا أنصار الدين. وشيعة الحق، وشرطة الله، هذا عبيد الله بن مرجانة قاتل الحسين بن علي، ابن فاطمة بنت رسول الله. حال بينه وبين بناته ونسائه وشيعته وبين ماء الفرات أن يشربوا منه، وهم ينظرون إليه، ومنعه أن يأتي ابن عمه فيصالحه، ومنعه أن ينصرف إلى رحله وأهله، ومنعه الذهاب في الأرض العريضة حتى قتله وقتل أهل بيته؛ فوالله ما عمل فرعون بنجباء بني إسرائيل ما عمل ابن مرجانة بأهل بيت رسول الله صلى الله عليه وسلم الذين أذهب الله عنهم الرجس وطهرهم تطهيرًا. قد جاءكم الله به، وجاءه بكم، فوالله إني لأرجو ألا يكون الله جمع بينكم في هذا الموطن وبينه إلا ليشفي صدوركم بسفك دمه على أيديكم، فقد علم الله أنكم خرجتم غضبًا لأهل بيت نبيكم. فسار فيما بين الميمنة والميسرة، وسار في الناس كلهم فرغبهم في الجهاد، وحرضهم على القتال. ثم رجع حتى نزل تحت رايته، وزحف لقوم إليه، وقد جعل ابن زياد على ميمنته الحصين بن نمير السكوني، وعلى ميسرته عمير بن الحباب السلمى، وشرحبيل بن ذي الكلاع على الخيل وهو يمشي في الرجال، فلما تدانى الصفان حمل الحصين بن نمير في ميمنة أهل الشام على ميسرة أهل الكوفة، وعليها علي بن مالك الجشمي؛ فثبت له هو بنفسه فقتل، ثم أخذ رايته قرة بن علي، فقتل أيضًا في رجال من أهل الحفاظ قتلوا وانهزمت الميسرة، فأخذ راية علي بن مالك الجشمي عبد الله بن ورقاء بن جنادة السلولي ابن أخا حبشى بن جنادة صاحب رسول الله صلى الله عليه وسلم، فاستقبل أهل الميسرة حين انهزموا، فقال: إلي يا شرطة الله؛ فأقبل إليه جلهم، فقال: هذا أميركم يقاتل، سيروا بنا إليه، فأقبل حتى أتاه وإذا هو كاشف عن رأسه ينادي: يا شرطة الله، إلي أنا ابن الأشتر! إن خير فراركم كراركم، ليس مسيئًا من أعتب، فثاب إليه أصحابه، وأرسل إلي صاحب الميمنة: احمل على مسيرتهم - وهو يرجو أن ينهزم لهم عمير ابن الحباب كما زعم، فحمل عليهم صاحب الميمنة، وهو سفيان بن يزيد ابن المغفل، فثبت له عمير بن الحباب وقاتله قتالًا شديدًا، فلما رأى إبراهيم ذلك قال لأصحابه: أموا هذا السواد الأعظم، فوالله لو قد فضضناه لانجفل من ترون منهم يمنة ويسرة انجفال طير ذعرتها فطارت.
قال ورقاء ابن عازب: مشينا إليهم حتى إذا دنونا منهم أطلعنا بالرماح قليلًا ثم صرنا إلى السيوف والعمد فاضطربنا بها مليا من النهار فوالله ما شبهت ما سمعت بيننا وبينهم من وقع الحديد إلا مياجن قصارى دار الوليد بن عقبة بن أبي معيط. قال: فكان ذلك كذلك، ثم إن الله هزمهم، ومنحنا أكتافهم.
قال أبو مخنف: وحدثني الحارث بن حصيرة، عن أبي صادق أن إبراهيم بن الأشتر كان يقول لصاحب رايته: انغمس برايتك فيهم، فيقول له: إنه - جعلت فداك - ليس لي متقدم، فيقول: بلى، فإن أصحابك يقاتلون؛ وإن هؤلاء لا يهربون إن شاء الله؛ فإذا تقدم صاحب الراية برايته شد إبراهيم بسيفه فلا يضرب به رجلًا إلا صرعه. وكرد إبراهيم الرجال من بين يديه كأنهم الحملان، وإذا حمل برايته شد أصحابه شدة رجل واحد. قال أبو مخنف: حدثني المشرقي أنه كان مع عبيد الله بن زياد يومئذ حديدة لا تليق شيئًا مرت به، وأنه لما هزم أصابه حمل عيينة بن أسماء بن خارجة الفزاري أختة هند بنت أسماء بن خارجة الفزارية وكانت امرأة عبيد الله بن زياد فذهب بها وأخذ يرتجز ويقول:
إن تصرمى حبالنا فربما
أرديت في الهيجاء الكمى المعلما
قال أبو مخنف: أن إبراهيم لما شد على ابن زياد وأصحابه انهزموا بعد قتال شديد وقتلى كثيرة بين الفريقين، وإن عمير بن الحباب لما رأى أصحاب إبراهيم قد هزموا أصحاب عبيد الله بعث إليه: أجيئك الآن؟ فقال: لا تأتيني حتى تسكن فورة شرطة الله، فإني أخاف عليك عاديتهم. وقال ابن الأشتر: قتلت رجلًا وجدت منه رائحة المسك، شرقت يداه وغربت رجلاه، تحت راية منفردة، على شاطئ نهر خازر. فالتمسوه فإذا هو عبيد الله بن زياد قتيلًا، ضربه فقده بنصفين، فذهبت رجلاه في المشرق، ويداه في المغرب. وحمل شريك بن جدير التغلبي على الحصين بن نمير السكوني وهو يحسبه عبيد الله بن زياد، فاعتنق كل واحد منهما صاحبه، ونادى التغلبي: اقتلوني وابن الزانية؛ فقتل ابن نمير. وحدثني عبد الله بن أحمد، قال: حدثني أبي، قال: حدثني سليمان، قال: حدثني عبد الله بن المبارك، قال: حدثني الحسن بن كثير، قال: كان شريك بن جدير التغلبي مع علي عليه السلام، أصيبت عينه معه، فلما انقضت حرب علي لحق ببيت المقدس، فكان به، فلما جاءه قتل الحسين، قال: أعاهد الله إن قدرت على كذا وكذا - يطلب بدم الحسين - لأقتلن ابن مرجانة أو لأموتن دونه. فلما بلغه أن المختار خرج يطلب بدم الحسين أقبل إليه. قال: فكان وجهه مع إبراهيم بن الأشتر، وجعل على خيل ربيعة، فقال لأصحابه: إني عاهدت الله على كذا وكذا فبايعه ثلثمائة على الموت، فلما التقوا حمل فجعل يهتكها صفًا صفًا مع أصحابه حتى وصلوا إليه، وثار الرهج فلا يسمع إلا وقع الحديد والسيوف، فانفرجت عن الناس وهما قتيلان ليس بينهما أحد، التغلبي وعبيد الله ابن زياد، قال: وهو الذي يقول:
كل عيش قد أراه قذرًا
غير ركز الرمح في ظل الفرس
قال أبو مخنف: قتل شرحبيل بن ذي الكلاع، فادعى قتله ثلاثة: سفيان بن يزيد بن المغفل الأزدي، وورقاء بن عازب الأسدي، وعبيد الله بن زهير السلمي. قال: ولما هزم أصحاب عبيد الله تبعهم أصحاب إبراهيم بن الأشتر، فكان من غرق أكثر ممن قتل، وأصابوا عسكرهم فيه من كل شيء، وبلغ المختار وهو يقول لأصحابه: يأتيكم الفتح أحد اليومين إن شاء الله من قبل إبراهيم ابن الأشتر وأصحابه، قد هزموا أصحاب عبيد الله بن مرجانة. قال: فخرج المختار من الكوفة، واستخلف عليها السائب بن مالك الأشعري، وخرج بالناس، ونزل ساباط. قال أبو مخنف: حدثني المشرقي، عن الشعبي، قال: كنت أنا وأبي ممن خرج معه، قال: فلما جزنا ساباط قال للناس: أبشروا فإن شرطة الله قد حسوهم بالسيوف يومًا إلى الليل بنصيبين أو قريبًا من نصيبين ودوين منازلهم، إلا أن جلهم محصور بنصيبين. قال: ودخلنا المدائن، واجتمعنا إليه، فصعد المنبر، فوالله إنه ليخطبنا ويأمرنا بالجد وحسن الرأي والاجتهاد والثبات على الطاعة، والطلب بدماء أهل البيت عليهم السلام، إذ جاءته البشرى تترى يتبع بعضها بعضًا بقتل عبيد الله بن زياد وهزيمة أصحابه، وأخذ عسكره. وقتل أشراف أهل الشام، فقال المختار: يا شرطة الله، ألم أبشركم بهذا قبل أن يكون! قالوا: بلى والله لقد قلت ذلك، قال: فيقول لي رجل من بعض جيراننا من الهمذانيين: أتؤمن الآن يا شعبي؟ قال: قلت بأي شيء أؤمن؟ أؤمن بأن المختار يعلم الغيب! لاأؤمن بذلك أبدًا. قال: أولم يقل لنا: إنهم قد هزموا! فقلت له: إنما زعم لنا أنهم هزموا بنصيبين من أرض الجزيرة، وإنما هو بخازر من أرض الموصل، فقال: والله لا تؤمن يا شعبي حتى ترى العذاب الأليم، فقلت له: من هذا الهمذاني الذي يقول لك هذا؟ فقال: رجل لعمري كان شجاعًا - قتل مع المختار بعد ذلك يوم حروراء - يقال له: سلمان بن حمير من الثوريين من همذان، قال: وانصرف المختار إلى الكوفة، ومضى ابن الأشتر من عسكره إلى الموصل، وبعث عماله عليها، فبعث أخاه عبد الرحمن بن عبد الله على نصيبين، وغلب على سنجار ودارا، وما والاها من أرض الجزيرة، وخرج أهل الكوفة الذين كان المختار قاتلهم فهزمهمن فلحقوا بمصعب بن الزبير بالبصرة. وكان فيمن قدم على مصعب شبث بن ربعي، فقال سراقة ابن مرداس البارقي يمدح إبراهيم بن الأشتر وأصحابه في قتل عبيد الله ابن زياد:
أتاكم غلام من عرانين مذحج
جري على الأعداء غير نكول
فيابن زياد بؤ بأعظم مالك
وذق حد ماضي الشفرتين صقيل
ضربناك بالعضب الحسام بحدة
إذا ما أبأنا قاتلا بقتيل
جزى الله خيرًا شرطة الله إنهم
شفوا من عبيد الله أمس غليلي

## نتائج المعركة
كانت من نتائج المعركة إيقاف زحف الامويين تجاه الكوفة وتثبيت حكم المختار، إلا ان حكم المختار لم يدم طويلا حيث ان مصعب بن الزبير لم يمهله طويلاً حتى غزاه في نفس العام بأهل البصرة ومن معه من المناوئين للمختار وانتهت بمقتل المختار ودخول مصعب الكوفة.